# Ignazio Albertini
Ignazio Albertini, conosciuto anche come Ignazio Albertino (Milano, 1644 – Vienna, 22 settembre 1685), è stato un compositore italiano del periodo barocco.
Non si sa nulla della sua gioventù, ma si suppone che sia nato a Milano. La prima notizia che abbiamo di lui proviene da una lettera al violinista Johann Heinrich Schmelzer da parte del principe-vescovo Karl von Liechtenstein-Kastelkorn datata 6 settembre 1671. Da questa lettera si evince che Albertini avesse all'epoca 27 anni.

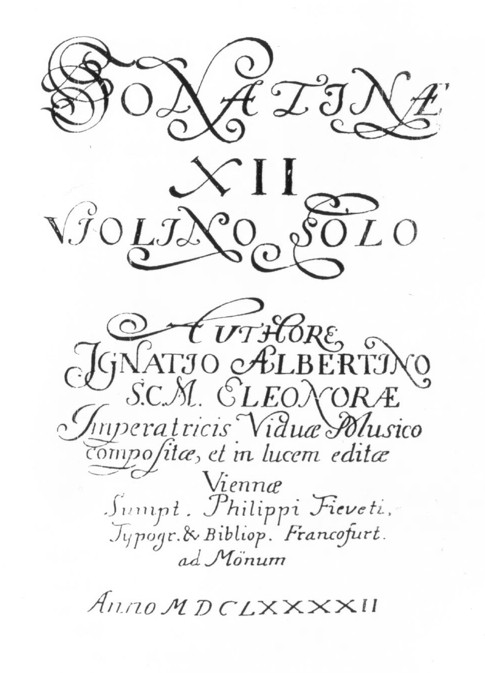
Frontespizio di Sonatinae XII (pubblicato postumo nel 1692)

Al momento della sua morte, avvenuta per assassinio, si trovava a Vienna, al servizio di Eleonora Gonzaga-Nevers, vedova dell'imperatore del Sacro Romano Impero Ferdinando III.
Della sua produzione, ci è pervenuta solo una raccolta di 12 sonate per violino e basso continuo. La dedica a Leopoldo I è firmata dallo stesso compositore, che evidentemente si era occupato personalmente della preparazione della pubblicazione, che si presenta come una lussuosa incisione su rame, tuttavia (probabilmente a causa della cospicua spesa per la stampa) essa vide la luce solo nel 1692, sette anni dopo la morte del compositore.
L'opera è caratterizzata dal felice incontro della tradizione musicale italiana con la tecnica virtuosistica tipicamente austriaca e tedesca. Vi si ritrovano forti contrasti nei movimenti, ma morbide modulazioni. Forma libera e passaggi fortemente ritmici prevalgono sui movimenti di danza, come anche nella musica di Schmelzer e il suo circolo viennese, tra cui spicca il violinista e compositore Heinrich Ignaz Biber.

## Discografia
Ignazio Albertini: Sonates pour violon & bass continue, Héléne Schmitt (violino), Jörg-Andreas Bötticher (clavicembalo e organo), Karl-Ernst Schröder (tiorba) e David Sinclair (violone), Alpha-028, 2002